# 珠固寺
珠固寺，位于中国青海省门源县珠固乡珠固寺村，为第六批青海省文物保护单位，公布日期为1998年12月22日，类型为古建筑。
珠固寺的历史年代为清。